# کامینگ-سووبیتسه
کامینگ-سووبیتسه (به لهستانی:  Kamień-Słubice) یک روستا در لهستان است که در گمینا گانبین واقع شده‌است.
 کامینگ-سووبیتسه  ۱۱۷ نفر جمعیت دارد.